# Candy Kiss
《Candy Kiss》是 Travis Japan 的第 3 張單曲，於 2023 年 7 月 3 日由美國 Capitol Records 和日本環球音樂發行。

## 概要
《Candy Kiss》是 Travis Japan 的第 3 張數位單曲 。
由曾與 BTS 合作過的 Nicky Andersen 編舞，也是他繼 Travis Japan 出道曲《JUST DANCE!》後第二次合作  。 《JUST DANCE!》時是遠端教舞，此次是 Nicky 與成員們第一次見面。 
MV 導演則同為執導過前一張單曲《Moving Pieces》的 kidzfrmnowhere 創辦人 YUANN 。

## 成績
歌曲發行首週達到 61,305 次下載，為 2023 當年度首週下載量冠軍，初登場即在 7 月 12 日公布的「Oricon 數位單曲週排行榜」獲得第 1 名，7 月 14 日公布的「Oricon 數位+實體單曲合計週排行榜」獲得第 4 名。
此外，在 Billboard Japan 上，首週則獲得 46,077 次下載與串流 3,985,321 次播放，並在 7 月 12 日發布的「Download Songs」下載排行榜上獲得第 1 名 ，在「JAPAN HOT 100」排行第 2 。

## 歌曲
1. Candy Kiss
作詞、作曲：Edvard Erfjord・Koda・Sakima

## 備註
1. ↑  . Travis Japan. 2023-06-20  [2023-07-14] （日语）.
2. 1 2  . PR TIMES. 2023-07-03  [2023-07-14] （日语）.
3. ↑  . TOKYO FM+. エフエム東京. 2023-07-15  [2023-07-17] （日语）.
4. ↑  . ORICON NEWS. 2023-07-12  [2023-07-14]. （原始内容存档于2023-07-13） （日语）.
5. ↑  . ORICON NEWS. oricon ME.   [2023-07-14] （日语）.
6. ↑  . Billboard JAPAN. 阪神コンテンツリンク. 2023-07-12  [2023-07-14]. （原始内容存档于2023-07-14） （日语）.
7. ↑  . Billboard JAPAN. 阪神コンテンツリンク. 2022-07-12  [2023-07-14]. （原始内容存档于2023-07-14） （日语）.

## 外部網站
- 歌曲介紹頁
  - Candy Kiss - 日本環球音樂
  - Candy Kiss- FAMILY CLUB Official Site
- YouTube
  - Travis Japan - 'Candy Kiss' Music Videoo- YouTube